# Ōra (Gunma)
Ōra (邑楽町 Ōra-machi?) es un pueblo en la prefectura de Gunma, Japón, localizado en la parte central de la isla de Honshū, en la región de Kantō. El 1.° de abril de 2021 tenía una población estimada de 25 566 habitantes y una densidad de población de 824 personas por km².

## Geografía
Ōra se encuentra en el sureste de la prefectura de Gunma. Limita con las ciudades de Ōta y Tatebayashi. los pueblos de Ōizumi, Chiyoda y Meiwa, así como con la ciudad de Ashikaga en la prefectura de Tochigi.

## Historia
Las villas de Nakano, Takashima y Nagae se crearon dentro del distrito de Ōra el 1 de abril de 1889. El 1 de marzo de 1955, Nakano y Takashima se fusionaron para formar el pueblo de Nakajima. Nakae se fusionó con los vecinos Tominaga y Eiraku para formar el pueblo de Chiyoda. Sin embargo, el 30 de septiembre de 1956, la antigua villa de Nakae fue transferida de Chiyoda a Nakajima, y Nakajma pasó a llamarse Ōra el 1 de enero de 1957  recibiendo la categoría de pueblo el 1 de abril de 1968.

## Demografía
Según los datos del censo japonés, la población de Ōra ha crecido en los últimos 40 años.
| Gráfica de evolución demográfica de Ōra entre 1960 y 2015 |
|                                                           |
| Oficina de Estadística de Japón                           |